# Camarhynchus pallidus
El pinzón de Darwin carpintero, pinzón carpintero o pinzón artesano (Camarhynchus pallidus) es una especie de ave paseriforme de la familia Thraupidae perteneciente al género Camarhynchus. Es endémico de las islas Galápagos en Ecuador. Pertenece al grupo denominado pinzones de Darwin. 

## Distribución y hábitat
Se encuentra diseminado en varias de las islas del archipiélago y habita una variedad de ambientes y altitudes, especialmente selvas húmedas montanas; generalmente es más común en la zona de transición y más arriba en las zonas húmedas.

## Estado de conservación
El pinzón de Darwin carpintero ha sido calificado como vulnerable por la Unión Internacional para la Conservación de la Naturaleza (IUCN) debido a que se encuentra en una pequeña zona de distribución y un reducido número de localidades. Su población, no cuantificada pero considerada poco común, se presume estar en decadencia de más de 30 % a lo largo de tres generaciones y se proyecta que continue decayendo.

## Uso de herramientas

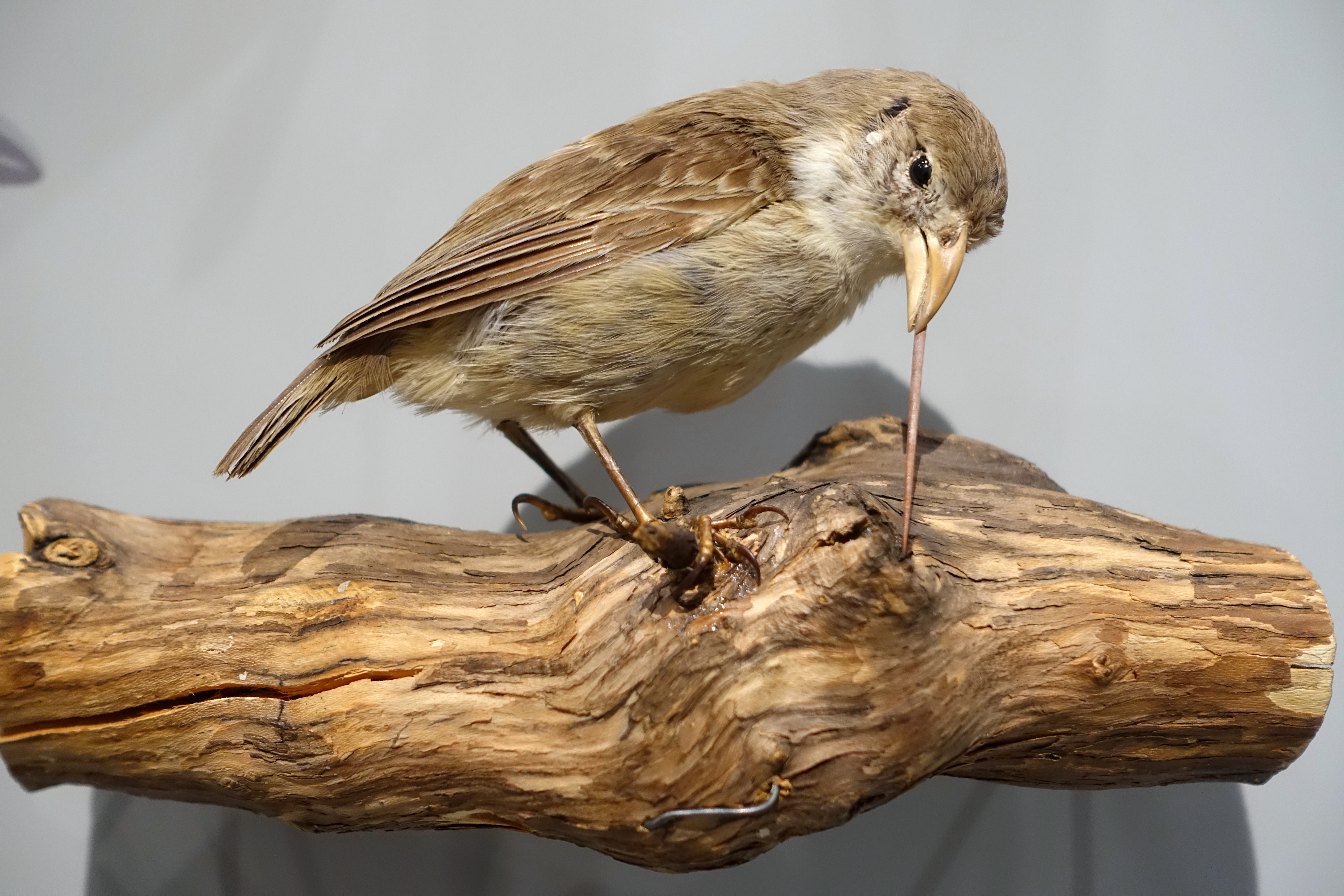
Espécimen embalsamado en el Hessisches Landesmuseum Darmstadt, Alemania, demostrando el uso de herramienta.

Ha alcanzado fama debido a su capacidad de utilizar como herramienta una pequeña rama, un tallo, o la espina de un cactus. Esta es utilizada para compensar su corta lengua. Esta ave manipula esta herramienta para remover de los árboles a sus presas invertebradas como las larvas. 
La misma herramienta puede ser utilizada muchas veces en varios árboles. Los científicos han comprobado que dichas aves pueden acortar la pequeña rama o la espina de cactus con el objetivo de hacerla más manejable. Los pinzones también puede tratar de varios palos o espinas en un sitio antes de encontrar sólo el adecuado y que puede llegar a extraer la presa. También pueden probar varias ramitas o espinas en un sitio antes de encontrar la indicada que pueda alcanzar y extraer su presa.
Durante la estación seca, el pinzón de Darzin carpintero utiliza herramientas durante la mitad del período de rebusca, con las que obtiene hasta un 50 % de sus presas. Esto significa que obtienen más alimentos con el uso de la herramienta que los chimpancés,[cita requerida] que son los primates no humanos más eficientes en el uso de herramientas. Otro pájaro con una capacidad similar de uso de herramientas es el cuervo de Nueva Caledonia (Corvus moneduloides).

## Sistemática

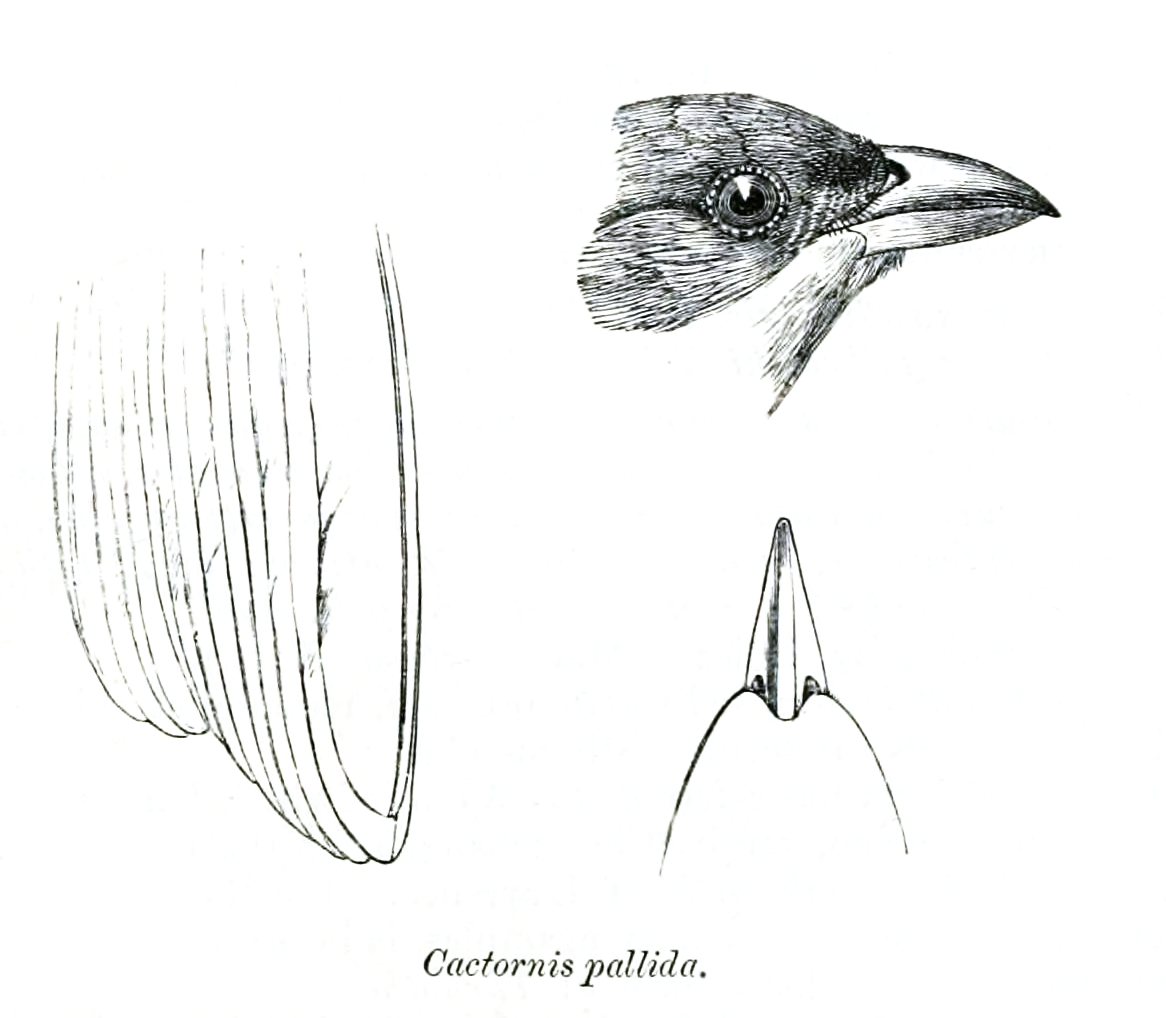
Cactornis pallida, ilustración en Proceedings of the Zoological Society of London, 1870.

### Descripción original
La especie C. pallidus fue descrita por primera vez por los zoólogos británicos Philip Lutley Sclater y Osbert Salvin en 1870 bajo el nombre científico Cactornis pallida; su localidad tipo es: «Indefatigable (actual isla Santa Cruz), Galápagos, Ecuador».

### Etimología
El nombre genérico masculino Camarhynchus se compone de las palabras del griego «kamara»: arco, cúpula, y «rhunkhos»: ‘pico’; y el nombre de la especie pallidus, en latín significa ‘pálido’.

### Taxonomía
Un estudio filogenético de los pinzones de Darwin de Lamichhaney et al. (2015) que analizó 120 individuos representando todas las especies y dos parientes próximos reveló discrepancias con la taxonomía actual basada en fenotipos. Una de las conclusiones es que las especies del género Camarhynchus están embutidas dentro del género Geospiza. Una solución sería sinonimizar este género con Geospiza, solución ya adoptada por Aves del Mundo (HBW) y Birdlife International (BLI); en estas clasificaciones la presente especie pasa a denominarse Geospiza pallida.

### Subespecies
Según las clasificaciones del Congreso Ornitológico Internacional (IOC) y Clements Checklist/eBird v.2019 se reconocen tres subespecies, con su correspondiente distribución geográfica:
- Camarhynchus pallidus pallidus (P.L.Sclater & Salvin), 1870 – islas Santiago, Rábida, Seymour, Pinzón, Santa Cruz y Floreana.
- Camarhynchus pallidus productus Ridgway, 1894 – islas Isabela y Fernandina.
- Camarhynchus pallidus striatipecta (Swarth), 1931 – isla San Cristóbal.